# Zarovenka, Iemilciîne
Zarovenka (în ucraineană Заровенка) este un sat în comuna Medvedeve din raionul Iemilciîne, regiunea Jîtomîr, Ucraina.

## Demografie
Componența lingvistică a localității Zarovenka
     Ucraineană (97,86%)
     Rusă (2,14%)
Conform recensământului din 2001, majoritatea populației localității Zarovenka era vorbitoare de ucraineană (97,86%), existând în minoritate și vorbitori de rusă (2,14%).